# محمد امین بن حمیده
محمد امین بن حمیده (عربی: محمد أمين بن حميدة؛ زادهٔ ۱۵ دسامبر ۱۹۹۵) بازیکن فوتبال اهل تونس است.
از باشگاه‌هایی که در آن بازی کرده‌است می‌توان به باشگاه فوتبال المپیک باجی و باشگاه فوتبال اسپرانس تونس اشاره کرد.
وی همچنین در تیم ملی فوتبال تونس بازی کرده‌است.